# Tephrosia colutea
Tephrosia colutea är en ärtväxtart som beskrevs av Christiaan Hendrik Persoon. Tephrosia colutea ingår i släktet Tephrosia och familjen ärtväxter. Inga underarter finns listade i Catalogue of Life.